# Östasiatiska mästerskapet i fotboll för damer 2013
Östasiatiska mästerskapet i fotboll för damer 2013 var det fjärde östasiatiska mästerskapet för damer och avgjordes i Sydkorea mellan 20 och 27 juli 2013.

## Gruppspel

### Tabell
| Nr | Lag       | S | V | O | F | GM | IM | MS | P |
| -- | --------- | - | - | - | - | -- | -- | -- | - |
| 1  | Nordkorea | 3 | 2 | 1 | 0 | 3  | 1  | +2 | 7 |
| 2  | Japan     | 3 | 1 | 1 | 1 | 3  | 2  | +1 | 4 |
| 3  | Sydkorea  | 3 | 1 | 0 | 2 | 4  | 5  | −1 | 3 |
| 4  | Kina      | 3 | 1 | 0 | 2 | 2  | 4  | −2 | 3 |

### Matcher
| 1           | 20 juli 2013 | Japan                           | 2 – 0           | Kina | Seoul World Cup Stadium                              |                                                      |
| 16:15 UTC+9 | 16:15 UTC+9  | Kozue Ando 35′ Emi Nakajima 57′ | (1 – 0) Rapport |      | Seoul Publik: 8 500 Domare: Jung Ji-Young (Sydkorea) | Seoul Publik: 8 500 Domare: Jung Ji-Young (Sydkorea) |
| 16:15 UTC+9 | 16:15 UTC+9  |                                 |                 |      | Seoul Publik: 8 500 Domare: Jung Ji-Young (Sydkorea) | Seoul Publik: 8 500 Domare: Jung Ji-Young (Sydkorea) |
| 16:15 UTC+9 | 16:15 UTC+9  |                                 |                 |      | Seoul Publik: 8 500 Domare: Jung Ji-Young (Sydkorea) | Seoul Publik: 8 500 Domare: Jung Ji-Young (Sydkorea) |

| 2           | 21 juli 2013 | Sydkorea        | 1 – 2           | Nordkorea           | Seoul World Cup Stadium                                  |                                                          |
| 18:15 UTC+9 | 18:15 UTC+9  | Kim Soo-yun 26′ | (1 – 2) Rapport | 36′, 38′ Ho Un-byol | Seoul Publik: 6 530 Domare: Pannipar Kamnueng (Thailand) | Seoul Publik: 6 530 Domare: Pannipar Kamnueng (Thailand) |
| 18:15 UTC+9 | 18:15 UTC+9  |                 |                 |                     | Seoul Publik: 6 530 Domare: Pannipar Kamnueng (Thailand) | Seoul Publik: 6 530 Domare: Pannipar Kamnueng (Thailand) |
| 18:15 UTC+9 | 18:15 UTC+9  |                 |                 |                     | Seoul Publik: 6 530 Domare: Pannipar Kamnueng (Thailand) | Seoul Publik: 6 530 Domare: Pannipar Kamnueng (Thailand) |

| 3           | 24 juli 2013 | Sydkorea      | 1 – 2           | Kina                     | Hwaseong Stadium                                         |                                                          |
| 17:15 UTC+9 | 17:15 UTC+9  | Kim Na-rae 8′ | (1 – 1) Rapport | 1′ Wang Lisi 66′ Li Ying | Hwaseong Publik: 2 850 Domare: Yamagishi Sachiko (Japan) | Hwaseong Publik: 2 850 Domare: Yamagishi Sachiko (Japan) |
| 17:15 UTC+9 | 17:15 UTC+9  |               |                 |                          | Hwaseong Publik: 2 850 Domare: Yamagishi Sachiko (Japan) | Hwaseong Publik: 2 850 Domare: Yamagishi Sachiko (Japan) |
| 17:15 UTC+9 | 17:15 UTC+9  |               |                 |                          | Hwaseong Publik: 2 850 Domare: Yamagishi Sachiko (Japan) | Hwaseong Publik: 2 850 Domare: Yamagishi Sachiko (Japan) |

| 4           | 25 juli 2013 | Japan | 0 – 0   | Nordkorea | Hwaseong Stadium                              |                                               |
| 17:15 UTC+9 | 17:15 UTC+9  |       | Rapport |           | Hwaseong Publik: 1 013 Domare: Li Juan (Kina) | Hwaseong Publik: 1 013 Domare: Li Juan (Kina) |
| 17:15 UTC+9 | 17:15 UTC+9  |       |         |           | Hwaseong Publik: 1 013 Domare: Li Juan (Kina) | Hwaseong Publik: 1 013 Domare: Li Juan (Kina) |
| 17:15 UTC+9 | 17:15 UTC+9  |       |         |           | Hwaseong Publik: 1 013 Domare: Li Juan (Kina) | Hwaseong Publik: 1 013 Domare: Li Juan (Kina) |

| 5           | 27 juli 2013 | Nordkorea      | 1 – 0           | Kina | Jamsil Olympic Stadium                              |                                                     |
| 17:15 UTC+9 | 17:15 UTC+9  | Ri Un-hyang 2′ | (1 – 0) Rapport |      | Seoul Publik: 935 Domare: Mai Hoàng Trang (Vietnam) | Seoul Publik: 935 Domare: Mai Hoàng Trang (Vietnam) |
| 17:15 UTC+9 | 17:15 UTC+9  |                |                 |      | Seoul Publik: 935 Domare: Mai Hoàng Trang (Vietnam) | Seoul Publik: 935 Domare: Mai Hoàng Trang (Vietnam) |
| 17:15 UTC+9 | 17:15 UTC+9  |                |                 |      | Seoul Publik: 935 Domare: Mai Hoàng Trang (Vietnam) | Seoul Publik: 935 Domare: Mai Hoàng Trang (Vietnam) |

| 6           | 27 juli 2013 | Sydkorea           | 2 – 1           | Japan          | Jamsil Olympic Stadium                                   |                                                          |
| 20:00 UTC+9 | 20:00 UTC+9  | Ji So-yun 13′, 66′ | (1 – 0) Rapport | 72′ Yūki Ōgimi | Seoul Publik: 2 370 Domare: Pannipar Kamnueng (Thailand) | Seoul Publik: 2 370 Domare: Pannipar Kamnueng (Thailand) |
| 20:00 UTC+9 | 20:00 UTC+9  |                    |                 |                | Seoul Publik: 2 370 Domare: Pannipar Kamnueng (Thailand) | Seoul Publik: 2 370 Domare: Pannipar Kamnueng (Thailand) |
| 20:00 UTC+9 | 20:00 UTC+9  |                    |                 |                | Seoul Publik: 2 370 Domare: Pannipar Kamnueng (Thailand) | Seoul Publik: 2 370 Domare: Pannipar Kamnueng (Thailand) |